# Netorare
Netorare (jap. 寝取られ, dt. „Ausgespanntwerden, Fremdgehen, jmdm. Hörner aufsetzen“), häufig abgekürzt als NTR, ist ein Genre, welches vor allem in pornografischen Anime und Manga (Hentai) vorkommt. Es beschreibt Handlungen, in deren Verlauf einer der Partner aus einer Liebesbeziehung fremdgeht und dies vom Geliebten, seltener der Geliebten, ohnmächtig als Zuschauer erduldet werden muss. Es ist in Manga, Anime und Computerspielen verbreitet und wird häufig kontrovers betrachtet.
Etymologisch ist netorare grob die Nominalisierung der Passivform des Verbs netoru (寝取), welches sich aus den Schriftzeichen 寝 für „schlafen“ und 取 für „nehmen“ zusammensetzt. Damit werden Werke bezeichnet, in denen der Protagonist passiv das Ausspannen erlebt. Ist der Protagonist wiederum derjenige, der aktiv ausspannt, wird das Genre als Netori („Ausspannen“) bezeichnet, wenngleich dies nicht immer konsequent gehandhabt wird. Ein weiteres Untergenre ist Netorase, in denen der Betrogene vom Fremdgehen seines Partners weiß und dies bis zu einem gewissen Punkt befürwortet bzw. zum Fremdgehen animiert.

## Handlungsrahmen
Ein häufiger Aufhänger für Handlungen dieses Genres sind junge Ehepaare und Paare, die kurz davor sind, sich ihre Liebe zu gestehen, wobei die Reinheit der Beziehung oder des Partners im Mittelpunkt steht beziehungsweise besonders betont wird. Zur einfacheren Beschreibung des darauf aufbauenden Ablaufs wird das weitaus häufiger anzutreffende Szenario, das „Fremdgehen der Frau“, näher betrachtet.
Folgend auf der Einleitung, die das Liebespaar, dessen Beziehung und Umfeld beschreibt, kommt es zu einer Situation, in der sich die Partnerin entweder auf einen sexuellen Akt mit einer anderen Person freiwillig einlässt oder dazu gezwungen wird. Typische Szenarien sind unter anderem ein Wiedersehen mit einem alten Schulfreund, eine heimliche Beziehung mit dem besten Freund des Partners, die Unterwerfung unter einen Vorgesetzten oder auch eine Vergewaltigung durch ein Familienmitglied oder Fremde. Der Akt selbst wird derart illustriert, dass diese „verbotene Liebesbeziehung“ von ihr als viel intensiver wahrgenommen wird. Dabei werden insbesondere Themen wie z. B. der Penisneid aufgegriffen, während der zurückgelassene Liebespartner passiver Zeuge wird, wie sie sich zunehmend hemmungslos dem anderen hingibt, indem er beispielsweise geschockt auf der Türschwelle steht, überwältigt und gefesselt daneben sitzt oder es per Videoübertragung zu sehen bekommt.
Der Höhepunkt der Handlung ist dabei der Moment, in dem sich die Frau vom Mann abwendet und ihm gegenüber erklärt, dass der Sex außerhalb der Beziehung sehr viel besser sei und sie ihn daher nicht mehr lieben könne. Dies kann direkt während des Aktes geschehen oder auch erst später während eines weiteren Aktes mit ihrem ursprünglichen Partner, den sie als nicht zufriedenstellend empfindet. Dabei reicht ihre Reaktion von geistesabwesender Hingabe bis zur Verhöhnung des minderwertigen Partners.
Netorare versucht den Leser gegen den Antagonisten sowie in manchen Fällen gegen den Partner des Protagonisten aufzubringen. Dies geschieht meistens dadurch, dass am Anfang der Erzählung eine Sympathie gegenüber der Hauptfigur aufgebaut wird und deren Unschuld in den Vordergrund gestellt wird.

## Beziehung zu BDSM
Die Werke des Genres Netorare richten sich an ein Zielpublikum, dessen männlicher Part in der BDSM-Szene als Cuckold bezeichnet wird – ein Mann, der beim Fremdgehen der Partnerin einen Lustgewinn empfindet. Im Genre selbst werden die betrogenen Partner jedoch in der Regel als Leidtragende dargestellt, um den Effekt zu steigern.